# I'm Going to Tell You a Secret (álbum)
I'm Going to Tell You a Secret es el primer álbum en vivo de la cantante estadounidense Madonna, que contiene las canciones del documental del mismo nombre. La película narra el detrás de escenas de la sexta gira musical de la cantante, Re-Invention World Tour (2004), en apoyo de su noveno álbum de estudio American Life (2003), y que fue dirigido por Jonas Åkerlund. El álbum fue publicado en el mundo el 20 de junio de 2006, en un formato de dos discos: un CD con 14 canciones del espectáculo y un DVD del documental. Además, ambas versiones fueron publicadas por separado en la tienda en línea iTunes Store. El álbum contiene dos pistas pregrabadas, «The Beast Within» y «Hollywood», como así también 12 escenas eliminadas del documental en el DVD.
En general, el material obtuvo reseñas positivas de los críticos musicales e incluso obtuvo una nominación a los premios Grammy de 2007, en la categoría de mejor vídeo musical de formato largo. Desde el punto de vista comercial, llegó a las diez primeras posiciones en las listas de álbumes de Alemania, Bélgica, Canadá, Dinamarca, Francia, Hungría, Italia, los Países Bajos, Portugal, Suiza y la Unión Europea, mientras que en las listas de DVD encabezó el número uno en Australia, España, los Estados Unidos, Hungría, Italia, Noruega, la República Checa y Suecia.

## Antecedentes y publicación

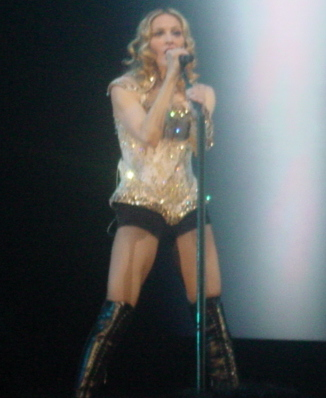
Madonna interpretando «Frozen» (1998) durante uno de los conciertos del Re-Invention World Tour. Una imagen de dicha presentación fue usada como la portada del disco.

Re-Invention World Tour fue la sexta gira musical de Madonna, en apoyo de su noveno álbum de estudio, American Life (2003), y de la cual visitó Norteamérica y Europa. La cantante se inspiró para crear el tour luego de haber participado en una instalación artística llamada X-STaTIC PRo=CeSS, dirigida por el fotógrafo estadounidense Steven Klein. Un número de canciones fueron ensayadas, con veinticuatro de ellas formando el repertorio final. El tema central del espectáculo era la unidad contra la violencia y se dividió en cinco actos con temáticas distintas: Barroco francés-María Antonieta, Militar-Armada, Circo-Cabaret, Acústico y Escocés-Tribal. En términos generales, la gira obtuvo reseñas positivas de los críticos y periodistas, quienes elogiaron la incorporación de los anteriores éxitos de Madonna, tales como «Material Girl», «Into the Groove» (1985) y «Papa Don't Preach» (1986), mientras que otros, como el caso de Elizabeth Smith del New York Times, sintió que a diferencia de la anterior gira de la intérprete, Drowned World Tour (2001), que era más oscura y a menudo hostil, Re-Invention regresaba a la cantante a la luz. Desde el punto de vista comercial, obtuvo un éxito notable: las entradas fueron vendidas completamente en cuanto se anunciaron las fechas y lugares de la gira, lo que impulsó a los organizadores a agregar más conciertos. Cuando finalizó, se convirtió en la más taquillera de 2004 con una recaudación total de 125 millones USD de 56 conciertos realizados, y una audiencia de más de 900 000 personas. La gira fue relatada posteriormente en el documental titulado I'm Going to Tell You a Secret. Inicialmente denominado The Re-Invented Process, en referencia al nombre del tour y al de la instalación X-STaTIC Pro=CeSS, fue filmado durante las fechas del 24 de mayo al 14 de septiembre de 2004, y dirigido por Jonas Åkerlund, quien ya había trabajado anteriormente con vídeos musicales de Madonna y de otros artistas. Los críticos le otorgaron opiniones variadas; por un lado, un grupo elogió las presentaciones en vivo y las escenas que involucraban a sus hijos y su familia, pero otros criticaron la naturaleza «autoindulgente» del documental y la actitud predicadora de la intérprete en el filme.
Las compañías discográficas Warner Bros. Records y Warner Music Vision publicaron I'm Going to Tell You a Secret en el Reino Unido el 19 de junio de 2006, en un formato de dos discos: un CD con 14 canciones del espectáculo y un DVD con el documental. Al día siguiente, fue publicado en el resto del mundo bajo el mismo formato, a excepción de Japón, donde estuvo disponible desde el 26 de julio. Incluye la versión original del tema «I Love New York», que posteriormente se incluiría en Confessions on a Dance Floor en forma dance; originalmente había sido grabada como una canción rock antes de ser reelaborada. Tanto el álbum como el documental también fueron puestos a la venta por separado a través de la descarga digital: el CD estuvo disponible en todo el mundo en las tiendas de iTunes Store el 30 de octubre de 2006, y el documental, desde marzo de 2014. En un principio, Warner Bros. anunció que la versión del director del vídeo de «American Life» sería incluido como un extra del documental, junto con el comunicado de prensa sobre esta información; finalmente, el vídeo no figuró en el álbum ni tampoco se dieron explicaciones al respecto.
El documental, filmado con una relación de aspecto de 1.78:1, se publicó en un DVD de dos capas en una sola cara, con una imagen optimizada para televisiones de formato 16x9. Para las escenas en blanco y negro, se utilizaron muchos estilos visuales y se caracterizaban por un aspecto granulado y un enfoque errático. Los segmentos en color fuera del concierto seguían el mismo estilo, pero las grabaciones de las actuaciones aparecían en alta definición. Los fondos eran oscuros, y Colin Jacobson, del sitio web DVD Movie Guide, comentó que los tonos negros tenían un aspecto firme y saturado y las pocas escenas con baja iluminación se veían bien. El sonido surround 5.0 se utilizó principalmente durante las secuencias de las actuaciones en vivo. Además, el álbum contiene dos pistas pregrabadas, «The Beast Within» y «Hollywood», y doce escenas eliminadas del documental, que abarca un total de quince minutos y 38 segundos; las escenas incluyen a Madonna andando en bicicleta, trabajando con la entrenadora vocal Joan Leder, una entrevista con Jean-Paul Gaultier sobre la naturaleza de la cantante, su afinidad por el francés, una fiesta de cumpleaños para Madonna y secuencias cómicas con Stuart Price y el músico Steve Sidelnyk. Para la portada del álbum se utilizó una imagen de Madonna en su interpretación de «Frozen» (1998) en la gira, y el embalaje incluye un libreto de veinte páginas.

## Recepción crítica
En términos generales, I'm Going to Tell You a Secret obtuvo reseñas diversas de los críticos musicales, aunque en su mayoría de carácter positivo. Stephen Thomas Erlewine, de Allmusic, le otorgó tres estrellas y media de cinco y comentó que la reelaboración de éxitos como «Into the Groove» y «Holiday» les dio una sensación de «eurobasura exagerada», como las canciones de Confessions on a Dance Floor (2005). Además, añadió que «[las reelaboraciones] ayudaron a dar al disco un estilo coherente, incluso si las actuaciones en vivo son sin sentido del humor. Dicho esto, como el primer CD en vivo de Madonna, I'm Going to Tell You a Secret es entretenido y fuerte, y aunque los detalles excesivos en el DVD acompañante indica que solo los admiradores absolutos se sentarán [a verlo] por dos horas, está muy bien hecho». Un periodista del periódico The Buffalo News también se mostró impresionado con el material, e indicó que esto es lo que exactamente esperas que sea: «Un documento en vivo de la gira más reciente de Madonna, lo que significa, en esencia, un recorrido por la música dance pop de los últimos 20 años». Darryl Sterdan, de Jam!, quien no había quedado satisfecho con el DVD, elogió la sección del CD y declaró que afortunadamente, el material quita lo descuidado y entrega más de una hora de «nuevos pasajes» como «American Life» y «Music», salpicados de viejos éxitos como «Vogue», «Holiday» y «Like a Prayer». El editor finalizó su reseña al decir: «La próxima vez que Madonna quiera compartir un secreto, debería dejar las cámaras en casa». Kathi Kamen Goldmark, de la organización sin ánimo de lucro Common Sense Media, comentó que el álbum ofrece «una mezcla habitual de Madonna de insinuaciones sexuales y una espiritualidad peculiar». Lo calificó con cuatro estrellas de cinco y recomendó a los padres escuchar el disco a partir de los 13 años. Por su parte, Barry Walters, de Rolling Stone, afirmó que el CD demostró que Madonna era una mejor cantante.
Por el contrario, Sébastien Chicoine, del sitio web francés Canoe.ca, prefirió el DVD en lugar del CD, al decir que el disco no era absolutamente necesario, pero entendió la lógica comercial de agregarlo al lanzamiento. Aun así, admitió que Madonna no tiene el talento vocal para hacer un CD con audios de un concierto absolutamente esencial. Aunque Colin Jacobson, del sitio web DVD Movie Guide, calificó al CD como una «principal atracción» del DVD, se mostró insatisfecho con la lista de canciones y deseó que lo hubiesen ampliado con dos discos y que incluyeran el concierto completo. Además, comentó que las «opciones son especialmente desconcertantes y frustrantes», pues consideraba a algunos de los temas elegidos «bastante inútiles». Concluyó que decepciona en cierta medida, pero se mostró satisfecho con el producto final: «Aunque I'm Going to Tell You a Secret documenta el Re-Invention Tour de Madonna, [...] la falta de temas completos causa decepción. Aun así, entretiene la mayor parte del tiempo y proporciona una vista decente de Madonna en su gira de 2004. El DVD cuenta con una muy buena imagen y el audio, junto con los extras, resaltan en un álbum en vivo. Aunque no creo que los fanáticos ocasionales se preocuparán mucho por Secret, es atractivo para los incondicionales como yo». En un comentario similar, Trevor Darge, del sitio Michael DVD, aclamó la calidad de la imagen en el DVD, al decir que «en conjunto, y como podría esperarse de una artista bien conocida por su demanda para la perfección, esto es una transferencia impecable». También, quedó impresionado con el audio utilizado en el documental, pero criticó las canciones del CD, especialmente por haber incluido «una serie de canciones» de su último disco y solo unas pocas de sus anteriores álbumes. Finalizó diciendo que «el propio CD es una buena escucha, sin embargo, tienes la sensación de que las representaciones visuales jugaron un papel tan importante en el espectáculo que solo dice la mitad de la historia». En una reseña más negativa, Roque Casciero, del diario argentino Página/12, criticó el audio «tan prístino que parece haber sido híper retocado en estudios». El periodista reconoció que en un concierto de Madonna, lo visual tiene tanta relevancia como las canciones, pero el disco era «poco más que un souvenir». Por último, Stephen M. Deusner, de Pitchfork Media, concluyó su reseña al decir:

«La gran sorpresa tanto en el álbum como en el documental es que Madonna no parece estar disfrutando en lo más mínimo. "Tuve un buen rato en aquel entonces", comenta a la cámara de Åkerlund, refiriéndose a sus días como una Chica Material y una diosa del Sexo, "pero ya sabes, la diversión es sobrevalorada". No, no lo es. [...] En I'm Going to Tell You a Secret, Madonna se muestra seria sobre "despertar a la gente". El secreto que tiene para decirnos es el secreto de la vida, la clave para la paz mundial y la satisfacción personal. Pomposamente nos tendría que creer que lo tiene todo resuelto. Peor aún, confusa por su inquebrantable sentido de misión, Madonna extraña totalmente el hecho de que sus canciones se han convertido en un lenguaje compartido entre personas que tienen muy poco en común. Su música ha cambiado al mundo desde hace más de dos décadas, pero lamentablemente no parece consciente de esto, su único verdadero "secreto" a la unidad de la cultura pop».

I'm Going to Tell You a Secret obtuvo una nominación en la 49.ª entrega anual de los premios Grammy, en la categoría de mejor vídeo musical de formato largo, pero perdió ante Wings for Wheels: The Making of Born to Run de Bruce Springsteen.

## Recepción comercial

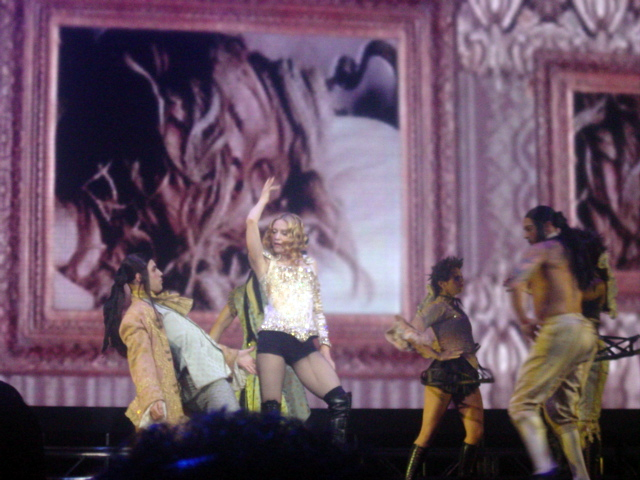
Madonna interpretando «Vogue», segundo tema de I'm Going to Tell You a Secret, en el Re-Invention World Tour.

Tras su lanzamiento, I'm Going to Tell You a Secret obtuvo una recepción comercial favorable en el mundo. El material entró a la mayoría de los rankings de álbumes, mientras que en otros países en los de DVD. En las listas de álbumes, ingresó en el puesto número 33 de la Billboard 200 de los Estados Unidos el 8 de julio de 2006, con 25 000 copias vendidas en su primera semana; también llegó a las posiciones tres y trece en Top Soundtracks y Top Internet Albums, respectivamente. Para agosto de 2010, había vendido 85 000 copias en el país, según Nielsen SoundScan. En Canadá, entró en el cuarto puesto del conteo Canadian Albums Chart, pero solo permaneció en ella una semana. En Japón, por su parte, se ubicó en el décimo segundo lugar de Oricon y estuvo once ediciones en total.
En los países de Europa, el álbum también recibió resultados favorables luego de su publicación. En Italia, debutó directamente en la cima de la lista oficial el 22 de junio de 2006 y permaneció en el top veinte por seis semanas. Tanto en Alemania como en Francia, el material alcanzó la octava posición y fue certificado con un disco de oro por las asociaciones Bundesverband Musikindustrie (BVMI) y Syndicat National de l'Édition Phonographique (SNEP), por la venta de 25 000 y 10 000 ejemplares, respectivamente. Con 14 449 unidades vendidas en sus primeros siete días, ingresó en el puesto número 18 en el Reino Unido, el 1 de julio de 2006, y se convirtió en su 17.° álbum en entrar a la lista oficial del país, UK Albums Chart, todos los discos anteriores de la cantante habiendo llegado a los cinco mejores puestos del conteo. La British Phonographic Industry (BPI) le otorgó un disco de oro tras superar las 25 000 copias, y para febrero de 2007, ya había comercializado 39 000. En el resto de los países europeos, I'm Going to Tell You a Secret llegó a los diez primeros puestos en Bélgica (Flandes y Valonia), Dinamarca, Hungría, los Países Bajos, Portugal, Suiza y la Unión Europea, y al top 40 en Austria, Irlanda, Polonia y la República Checa.
Por otro lado, I'm Going to Tell You a Secret obtuvo un éxito notable en las listas de DVD, pues llegó al primer puesto en Australia, España, los Estados Unidos, Hungría, Italia, Noruega, República Checa y Suecia, como así también a la segunda y octava posición en Finlandia y Nueva Zelanda. Además, recibió un disco de oro en Brasil, otorgada por la Associação Brasileira dos Produtores de Discos (ABPD), y de platino en Australia y España, concedidas por la Australian Recording Industry Association (ARIA) y los Productores de Música de España (PROMUSICAE), respectivamente.

## Lista de canciones
| Lista de canciones CD |                                   |                                         |          |  |
| N.º                   | Título                            | Escritor(es)                            | Duración |  |
| 1.                    | «The Beast Within»                | Lenny Kravitz · Ingrid Chavez · Madonna | 5:04     |  |
| 2.                    | «Vogue»                           | Madonna · Shep Pettibone                | 5:31     |  |
| 3.                    | «Nobody Knows Me»                 | Madonna · Mirwais Ahmadzaï              | 4:04     |  |
| 4.                    | «American Life»                   | Madonna · Ahmadzaï                      | 5:21     |  |
| 5.                    | «Hollywood (Remix)»               | Madonna · Ahmadzaï                      | 3:59     |  |
| 6.                    | «Die Another Day»                 | Madonna · Ahmadzaï                      | 4:03     |  |
| 7.                    | «Lament»                          | Andrew Lloyd Webber · Tim Rice          | 2:27     |  |
| 8.                    | «Like a Prayer»                   | Madonna · Patrick Leonard               | 5:22     |  |
| 9.                    | «Mother and Father»               | Madonna · Ahmadzaï                      | 5:21     |  |
| 10.                   | «Imagine»                         | John Lennon                             | 3:51     |  |
| 11.                   | «Susan MacLeod / Into the Groove» | Donald MacLeod / Madonna · Stephen Bray | 7:19     |  |
| 12.                   | «Music»                           | Madonna · Ahmadzaï                      | 4:54     |  |
| 13.                   | «Holiday»                         | Curtis Hudson · Lisa Stevens            | 5:44     |  |
| 14.                   | «I Love New York» (versión rock)  | Madonna · Stuart Price                  | 2:52     |  |

| DVD Capítulos/Ciudades |               |          |  |
| N.º                    | Título        | Duración |  |
| 1.                     | «Intro»       |          |  |
| 2.                     | «Los Ángeles» |          |  |
| 3.                     | «Nueva York»  |          |  |
| 4.                     | «Chicago»     |          |  |
| 5.                     | «Las Vegas»   |          |  |
| 6.                     | «Miami»       |          |  |
| 7.                     | «Londres»     |          |  |
| 8.                     | «Dublín»      |          |  |
| 9.                     | «París»       |          |  |
| 10.                    | «Lisboa»      |          |  |
| 11.                    | «Israel»      |          |  |
| 12.                    | «Créditos»    |          |  |

| DVD material adicional |                         |          |  |
| N.º                    | Título                  | Duración |  |
| 1.                     | «The Bike Ride»         |          |  |
| 2.                     | «The Other Side»        |          |  |
| 3.                     | «Steve/Stuart in L.A.»  |          |  |
| 4.                     | «Vocal Coach»           |          |  |
| 5.                     | «Chaos»                 |          |  |
| 6.                     | «Birthday Party»        |          |  |
| 7.                     | «French Trilogy»        |          |  |
| 8.                     | «Steve/Stuart in Paris» |          |  |
| 9.                     | «Monte's Guitar Faces»  |          |  |
| 10.                    | «Fans Singing in Paris» |          |  |
| 11.                    | «After Show»            |          |  |
| 12.                    | «Wailing Wall»          |          |  |

### Formatos
- CD/DVD: edición digipak de dos discos que contiene el CD y el DVD.[8][86]
- DVD: paquete keep case con el DVD y el CD.[n. 1][52]
- Descarga digital en iTunes: tanto el CD como las dos horas completas del documental en versión digital.[9][10]

Notas adicionales
- Grabado en vivo en París el 4 y 5 de septiembre de 2004 por Effanel Music.[86]
- Mezcla de Stuart Price.[86][89]

## Posicionamiento en listas
| País (Lista 2006)                    | Mejor posición |
| ------------------------------------ | -------------- |
| Alemania                             | 8              |
| Austria                              | 12             |
| Bélgica (Flandes)                    | 5              |
| Bélgica (Valonia)                    | 10             |
| Canadá                               | 4              |
| Dinamarca                            | 7              |
| Estados Unidos (Billboard 200)       | 33             |
| Estados Unidos (Top Internet Albums) | 13             |
| Estados Unidos (Top Soundtracks)     | 3              |
| Francia                              | 8              |
| Hungría                              | 9              |
| Irlanda                              | 40             |
| Italia                               | 1              |
| Japón                                | 12             |
| Países Bajos                         | 4              |
| Polonia                              | 34             |
| Portugal                             | 5              |
| Reino Unido                          | 18             |
| República Checa                      | 39             |
| Suiza                                | 7              |
| Unión Europea                        | 5              |

| País (Lista 2006) | Mejor posición |
| ----------------- | -------------- |
| Australia         | 1              |
| España            | 1              |
| Estados Unidos    | 1              |
| Finlandia         | 2              |
| Hungría           | 1              |
| Italia            | 1              |
| Noruega           | 1              |
| Nueva Zelanda     | 8              |
| República Checa   | 1              |
| Suecia            | 1              |

## Certificaciones
| País (organismo certificador) | Certificaciones | Ventas certificadas |
| ----------------------------- | --------------- | ------------------- |
| Alemania (BVMI)               | Oro             | 25 000              |
| Australia (ARIA)              | Platino         | 15 000              |
| Brasil (ABPD)                 | Oro             | 15 000              |
| España (PROMUSICAE)           | Platino         | 25 000              |
| Francia (SNEP)                | Oro             | 10 000              |
| Reino Unido (BPI)             | Oro             | 25 000              |

## Historial de lanzamientos
| País        | Fecha                 | Formato                | Discográfica                               | Ref.                |
| ----------- | --------------------- | ---------------------- | ------------------------------------------ | ------------------- |
| Reino Unido | 19 de junio de 2006   | CD/DVD                 | Warner Bros. Records · Warner Music Vision | [ 51 ]              |
| Mundo       | 20 de junio de 2006   | CD/DVD                 | Warner Bros. Records · Warner Music Vision | [ 8 ] [ 7 ]         |
| Japón       | 26 de julio de 2006   | CD/DVD                 | Warner Bros. Records · Warner Music Vision | [ 67 ] [ 52 ]       |
| Mundo       | 30 de octubre de 2006 | Descarga digital (CD)  | Warner Bros. Records                       | [ 9 ] [ 53 ] [ 90 ] |
| Mundo       | 4 de marzo de 2014    | Descarga digital (DVD) | Warner Bros. Records                       | [ 10 ]              |

## Créditos y personal
- Artista principal: Madonna.
- Batería: Steve Sidelnyk.
- Composición: Mirwais Ahmadzaï, Stephen Bray, Michel Colombier, Curtis Hudson, Patrick Leonard, Andrew Lloyd Webber, Donald MacLeod, Madonna, Shep Pettibone, Stuart Price, Tim Rice y Lisa Stevens.
- Consultor: Randy Ezratty.
- Dirección: Jonas Åkerlund.
- Dirección creativa: Frank Maddocks.
- Dirección de fotografía: Erik Broms.
- Diseño de paquete: Frank Maddocks.
- Edición: Jonas Åkerlund.
- Fotografía: Guy Oseary y Nick Spanos.
- Guitarra: Monte Pittman.
- Ingeniería: Joel Singer.
- Mezcla: Stuart Price.
- Personal principal: Madonna e Iggy Pop.
- Producción: Susan Applegate, Angela Becker, Keeley Gould y Shelli Jury.
- Producción ejecutiva: Madonna y Bill Pohlad.
- Producción de audio: Mary Susan Applegate, Angela Becker y Shelli Jury.
- Programación (teclados): Mike McKnight.
- Teclados: Marcus Brown y Mike McKnight.
- Técnico de grabación: Casey Phariss.
- Voz de fondo: Donna De Lory.

Fuentes: créditos adaptados de la información de I'm Going to Tell You a Secret, del sitio Allmusic.